# باراميثيا
باراميثيا (Παραμυθιά) هي مدينة في ثيسبروتيا في مقاطعة كينتريكي إلادا في اليونان.